# Elvira Monsell
Elvira Monsell (Cidade do México, México, 24 de novembro de 1960) é uma atriz mexicana.

## Biografia
Elvira Monsell começou sua carreira de atriz em 1977 na novela Humillados y ofendidos. Desde então, atuou em novelas como Soledad (1981), Vivir enamorada (1982), Guadalupe (1984), La gloria y el infierno (1986), La indomable (1987) e Amor en silencio (1988).
Em 1992 atuou na novela Carrusel de las Américas e voltou à televisão com Azul (1996), e conseguiu sua última aparição na rede Televisa com Rosalinda (1999).
Participou da produção de Telemundo e Argos Daniela (2002) e posteriormente ingressou na Tv Azteca com as séries Ni una vez más (2005), Se busca un hombre (2007), além das novelas Secretos del alma e Pobre diabla (2009).
Depois de vários anos, ela retorna à Televisa no segundo semestre de 2018 em uma participação especial na novela judiciária e policial Por amar sin ley em sua segunda temporada, produzida por José Alberto Castro, onde dá vida a Eugenia, a irmã Sogro de Carmen (Arlette Pacheco), secretária do escritório de advocacia Vega, a quem ela pede ajuda quando policiais assassinam seu sobrinho Ramón (Erik Díaz) nos Estados Unidos por racismo. Após esta colaboração, os produtores de La rosa de Guadalupe e Como dice el dicho têm planos para que ela participe em vários capítulos destas unitárias.

## Filmografia

### Televisão
- Mi adorable maldición (2017) .... Empregada
- Las Bravo (2014) ... Eduviges Santa Cruz
- La mujer de Judas (2012) ... Úrsula
- Pobre diabla (2009) .... Micaela (2009-2010)
- Secretos del alma (2008) .... La Malquerida (2008-2009)
- Se busca un hombre (2007) .... Georgina (2007-2008)
- Ni una vez más (2005) .... Rosa (2005-2006)
- Daniela (2002) .... Isabel Miranda
- Rosalinda (1999) .... Bertha Álvarez
- Azul (1996) .... Paz
- Carrusel de las Américas (1992) .... Bernarda
- Amor en silencio (1988) .... Paola Ocampo
- La indomable (1987) .... Sofía
- La gloria y el infierno (1986) .... Martina
- Guadalupe (1984) .... Yolanda
- Vivir enamorada (1982) .... Florencia
- Soledad (1981) .... Perlita
- Mundo de juguete (1974-1977)

## Prêmios e indicações

### TVyNovelas
| Ano  | Categoria          | Telenovela       | Resultado |
| ---- | ------------------ | ---------------- | --------- |
| 1989 | Revelação feminina | Amor en silencio | Venceu    |